# Hoplotarache semialba
Hoplotarache semialba är en fjärilsart som beskrevs av George Francis Hampson 1910. Hoplotarache semialba ingår i släktet Hoplotarache och familjen nattflyn. Inga underarter finns listade i Catalogue of Life.